# فيروز (الدولة السلجوقية)
فيروز (يُشار إليه أحيانًا باسم روزبه) كان مسيحيًا أرمنيًا ثريًا اعتنق الإسلام وكان صانع دروع شغل منصبًا رفيعًا في حكومة ياغي سيان التركية السلجوقية أثناء الحروب الصليبية. والجدير بالذكر أنه عمل أيضًا جاسوسًا لبوهيموند أثناء حصار أنطاكية. عرض بوهيموند على فيروز ثروات وضمانات أمان مقابل مساعدته. كان فيروز ساخطًا على منصبه في حكومة ياغي سيان، لأنه غُرِّم مؤخرًا وأغوى ضابط تركي كبير زوجته. وفي 3 حزيران 1098 م، علّق فيروز - الذي كان غير راضٍ عن قائده - سُلمًا حبليًا لرجال بوهيموند الذين صعدوا بعد ذلك إلى المدينة وفتحوا أبوابها. وسمحوا للصليبيين بالدخول إلى المدينة، وانضم الأرمن المحليون للمشاركة في مذبحة الأتراك. أصبحت المدينة فيما بعد مركزًا لإمارة أنطاكية.

## طالع أيضًا
- قائمة معتنقي الإسلام من ديانات أخرى[الإنجليزية]
- الإسلام في أرمينيا